# 住まい自分流 〜DIY入門〜
住まい自分流 〜DIY入門〜（すまいじぶんりゅうディーアイワイにゅうもん）は、2005年4月8日からNHK教育テレビで放送されたDIY専門番組である。2009年度より、新番組「住まい自分流」と「住まい自分流アルファ」の2番組による構成となった（「住まい自分流」の項目参照）。

## 放送時間
- 本放送：金曜日 21:00 - 21:30
- 再放送：日曜日 6:40 - 7:10

過去
- 2005・2006年度：金曜日 21:00 - 21:45、土曜日6:45 - 7:30（再放送）
- 2007年度：金曜日 21:00 - 21:44、日曜日6:40 - 7:24（再放送）

## 出演者
- 鈴木桂一郎（アナウンサー、2008年4月 - 2009年3月）
- 大桃美代子（2006年4月 - 2009年3月）
- パンチ佐藤（2008年4月 - 2009年3月）
- 北斗晶（2008年4月 - 2009年3月）
- 小野真弓（2008年4月 - 2009年3月）
- ナレーション：小川真由美（お手軽工作室にて顔出し出演の回もあり）（2007年4月 - ）

過去
- 服部真湖（2005年4月 - 2006年3月）
- 富永禎彦（アナウンサー、2005年4月 - 2007年3月、ナレーションも担当。熊本局へ異動）
- 後藤理（アナウンサー、2007年4月 - 2008年3月、北九州局へ異動）

## 主なコーナー
今週のテーマ
この番組のメインで、週毎に一定のテーマに沿った内容を送る。2年目よりゲストを呼ぶようになった。
お手軽工作室
ほしのてつが担当する。ホームセンターを舞台に、手軽に出来るDIYを紹介。
とっさのDIY
野武由美子が担当する。突発するトラブルに瞬時に対応できる応急処置的DIYを紹介。
2006年まで
- お宅拝見（担当：堤信子）
DIYで自分流にリフォームしたお宅を訪問取材する。2005年5月27日 - 2006年3月17日放送分まで行われた。
- お道具図鑑（担当：友野昌好）
DIYに使用する道具の使い方や基本を紹介する。

## テーマ曲
東儀秀樹「Pure Smile」

## テキスト
日本放送出版協会より、テキスト「住まい自分流 〜DIY入門〜」が奇数月の20日に発売された。

## 備考
2005年2月18日の21:00 - 21:50に、この番組のパイロット版が放送された。
出演は服部真湖、富永禎彦、講師は後に「お道具図鑑」を担当する友野昌好であった。テーマは、木工による飾り棚であった。